# Уоткинс, Калверт
Калверт Уоткинс (англ. Calvert Watkins; 13 марта 1933 года — 20 марта 2013 года) — американский лингвист, профессор лингвистики и древних языков в Гарвардском (эмерит) и Калифорнийском университетах, автор ряда монографий и более ста пятидесяти статей по истории индоевропейских языков и индоевропейской культуре.
Его докторская диссертация «Indo-European Origins of the Celtic Verb I. The Sigmatic Aorist» (1962 год), которая отражала структуралистский подход Ежи Куриловича, открыла новую эру в сравнительном изучении кельтских языков и изучении глагольной системы индоевропейских языков. Уоткинс завершил свой вклад в эту область трудом «Indogermanische Grammatik III/1: Geschichte der Indogermanischen Verbalflexion» (1969 год).
В процессе изучения индоевропейского лексикона и поэзии он написал множество статей о кельтских, анатолийских, греческом, италийских, индоиранских языках. Многие эссе из этой области вошли в книгу «Как убить дракона: аспекты индоевропейской поэтики» (1995 год); другие статьи в 1994 году были перепечатаны в двухтомном сборнике избранных трудов Уоткинса. К. Уоткинс внёс большой вклад в изучение индоевропейской поэтической традиции, восстановление различных поэтических формул, общих для нескольких индоевропейских традиций, а также в реконструкцию индоевропейской метрики. Уоткинс относился к числу немногих западных лингвистов, которые хорошо владеют русским языком; в своей работе он постоянно использовал достижения российских языковедов и культурологов.
Калверт Уоткинс внёс свой вклад в написание Американского словаря английского языка, а также редактировал Американский словарь индоевропейских языков (ISBN 0-618-08250-6). Сборник, изданный в честь 65-летия учёного в 1998 году, включает работы более 60 крупнейших специалистов в областях, которыми занимается К. Уоткинс.
Член ряда академий и научных обществ, в том числе почётный член Ирландской королевской академии. Член-корреспондент Британской академии (1987).
Женой Уоткинса была Стефани Джеймисон, известный специалист по индоиранским языкам.

## Избранная библиография
- Watkins C. Indo-European origins of the Celtic verb. 1. The sigmatic aorist. Dublin: D.I.A.S., 1962, repr. 1970
- Watkins C. The origin of the t-preterite // Ériu, 19, 1962, pp. 25-46.
- Watkins C. Indo-European metrics and archaic Irish verse // Celtica, 6, 1963, pp. 194—249
- Watkins C. The origin of the f-future // Ériu, 20, 1966, pp. 67-81, 93
- Indogermanische Grammatik / Hg. v. Jerzy Kurylowicz. Bd. 3: Formenlehre. 1. Teil: Geschichte der indogermanischen Verbalflexion. Von Calvert Watkins. Heidelberg, 1969
- Watkins C. On the prehistory of Celtic verb inflexion // Ériu, 21, 1969, pp. 1-22.
- Watkins C. The etymology of Irish dúan // Celtica. Vol. 11, 1976, pp. 270—277.
- Watkins C. How to kill a dragon. Oxford, 1995
- Watkins C. Selected Writings of Calvert Watkins / Ed. L. Oliver. 2 vol. Innsbruck, 1995; Vol. 3, id, 2007